# Kertemindemergel
Kertemindemergel er en type mergel, der har en særlig høj andel af kalk og som dateres til Selandien (det vil sige for 61,7-58,7 millioner år siden i mellemste etage i serien Paleocæn).
Samtidig med at Lellinge Grønsand blev aflejret i kystzonen, blev Kertemindemergel aflejret på større dybde ude i bassinet. Kertemindemergel forekommer i hele det danske aflejringsbassin. Den største tykkelse er 136 meter i en boring ved Sorø. I de nederste 89 meter af denne boring veksler Kertemindemergel med Grønsandskalk. Normalt træffes Kertemindemergel 30 meter under havniveau, men syd for Kerteminde, i Lundsgård Klint, kan Kertemindemergelen ses. Dette skyldes, at aflejringerne dér har været udsat for glacialtektoniske forstyrrelser. Isen har skubbet flager af Kertemindemergel op i de kvartære aflejringer.

## Bestanddele
Kertemindemergel består af 50% kalk og 50% silt og ler. Det høje kalkindhold giver Kertemindemergelen en meget lys grå farve. I Kertemindemergelen findes meget hårde, forkislede zoner. Sådanne zoner, hvor mergelen er sammenkittet af kisel, kan være opsprækkede og have ret god vandføringsevne. Kertemindemergel kan derfor fungere som grundvandsmagasin, hvilket er usædvanligt, da man normalt ikke kan indvinde vand fra ler.